# Blechnum punctulatum
Blechnum punctulatum är en kambräkenväxtart som beskrevs av Olof Peter Swartz. Blechnum punctulatum ingår i släktet Blechnum och familjen Blechnaceae.

## Underarter
Arten delas in i följande underarter:
- B. p. atherstonei
- B. p. intermedium
- B. p. krebsii